# Millard Hampton
Millard Hampton (Estados Unidos, 8 de julio de 1956) es un atleta estadounidense retirado, especializado en la prueba de 200 m en la que llegó a ser subcampeón olímpico en 1976.

## Carrera deportiva
En los JJ. OO. de Montreal 1976 ganó la medalla de plata en los 200 metros, con un tiempo de 20.29 segundos, llegando a meta tras el jamaicano Don Quarrie (oro con 20.23 s) y por delante de su compatriota Dwayne Evans (bronce con 20.43 segundos).